# Болста
Болста (швед. Bålsta) град је у Шведској, у источном делу државе. Град је у оквиру Упсалског округа, где је трећи по величини и значају град. Болста је истовремено и седиште Општине Хобо.

## Природни услови
Болста се налази у источном делу Шведске и Скандинавског полуострва. Од главног града државе, Стокхолма, град је удаљен 80 км северозападно.
Рељеф: Болста се развила у области Упланд. Подручје града је равничарско до бреговито, а надморска висина се креће 10-30 м.
Клима у Болсти је континентална са утицајем мора и крајњих огранака Голфске струје. Стога су зиме блаже, а лета свежија у односу на дату географску ширину.
Воде: Болста се образовала у унутрашњости. Град се развио на реци Енћепингсон, која се непосредно јужно од града улива у језеро Меларен, треће по величини у Шведској.

## Историја
Подручје Болсте било је насељено још у време праисторије. Насеље је све до средине 20. века било мало насеље без већег значаја.
После Другог светског рата управа града Стокхолма (који је релативно близу) је пар деценија спроводила јак и брз развој предграђа у циљу растерећења самог града. Тако је настао и данашња Болста, који својом величином спада у значајнија предграђа.

## Становништво
Болста је данас град средње величине за шведске услове. Град има око 14.000 становника (податак из 2010. г.), а градско подручје, тј. истоимена општина има око 20.000 становника (податак из 2010. г.). Последњих деценија број становника у граду брзо расте.
До средине 20. века Болсту су насељавали искључиво етнички Швеђани. Међутим, са јачањем усељавања у Шведску, становништво града је постало шароликије, али опет мање него у случају других већих градова у држави.

## Привреда
Данас је Болста савремени индустријски град са посебно развијеном индустријом. Последње две деценије посебно се развијају трговина, услуге и туризам.